# Мост (фильм, 1942)
«Мост» — советский военный фильм августа 1942 года, снятый на Тбилисской киностудии режиссёрами Шотой Манагадзе и Константином Пипинашвили по пьесе «Батальон идёт на Запад» Шоты Манагадзе, военный консультант фильма — военный комендант Тбилиси полковник И. О. Размадзе.

Кинорежиссёры постарались отойти от шаблонной зарисовки военных событий — как в газетах и агитационных фильмах — и показать героизм советских людей более глубоко и драматично.— Культура.рф

## Сюжет
1942 год. Немцы взрывают стратегически важный железнодорожный мост через который должен пройти советский эшелон. Восстановить мост командование поручает ремонтно-восстановительному батальону капитана Ило Гигаури. Здесь же для прикрытия работ от нападения оказывается его брат сержант Отар Гигаури. Повести же поезд через мост должен машинист — отец Мананы — невесты Ило. Под огнем противника, отражая нападения фашистских отрядов, мост будет восстановлен и эшелон продолжит путь.

## В ролях
- Георгий Шавгулидзе — Ило Гигаури, капитан, командир батальона восстановительных работ
- Медея Джапаридзе — Манана
- Георгий Прониспирели — Георгий, отец Мананы, машинист паровоза
- Павел Ермилов — Козлов, старший лейтенант
- Давид Лорткипанидзе — Отар Гигаури, сержант
- Пётр Должанов — Барута
- Леонид Романов — Шевелев, майор
- Иван Бодров — генерал-майор
- Александр Джагарбеков — немецкий офицер (нет в титрах)
- Николай Горлов — немец (нет в титрах)
- Пётр Морской — эпизод (нет в титрах)
- Леонид Алексеев — железнодорожник (нет в титрах)